# Impatiens chashanensis
Impatiens chashanensis är en balsaminväxtart som beskrevs av H.Y.Bi och S.X.Yu. Impatiens chashanensis ingår i släktet balsaminer, och familjen balsaminväxter. Inga underarter finns listade i Catalogue of Life.